# Samuel Reuss
Pour les articles homonymes, voir Reuss (homonymie).

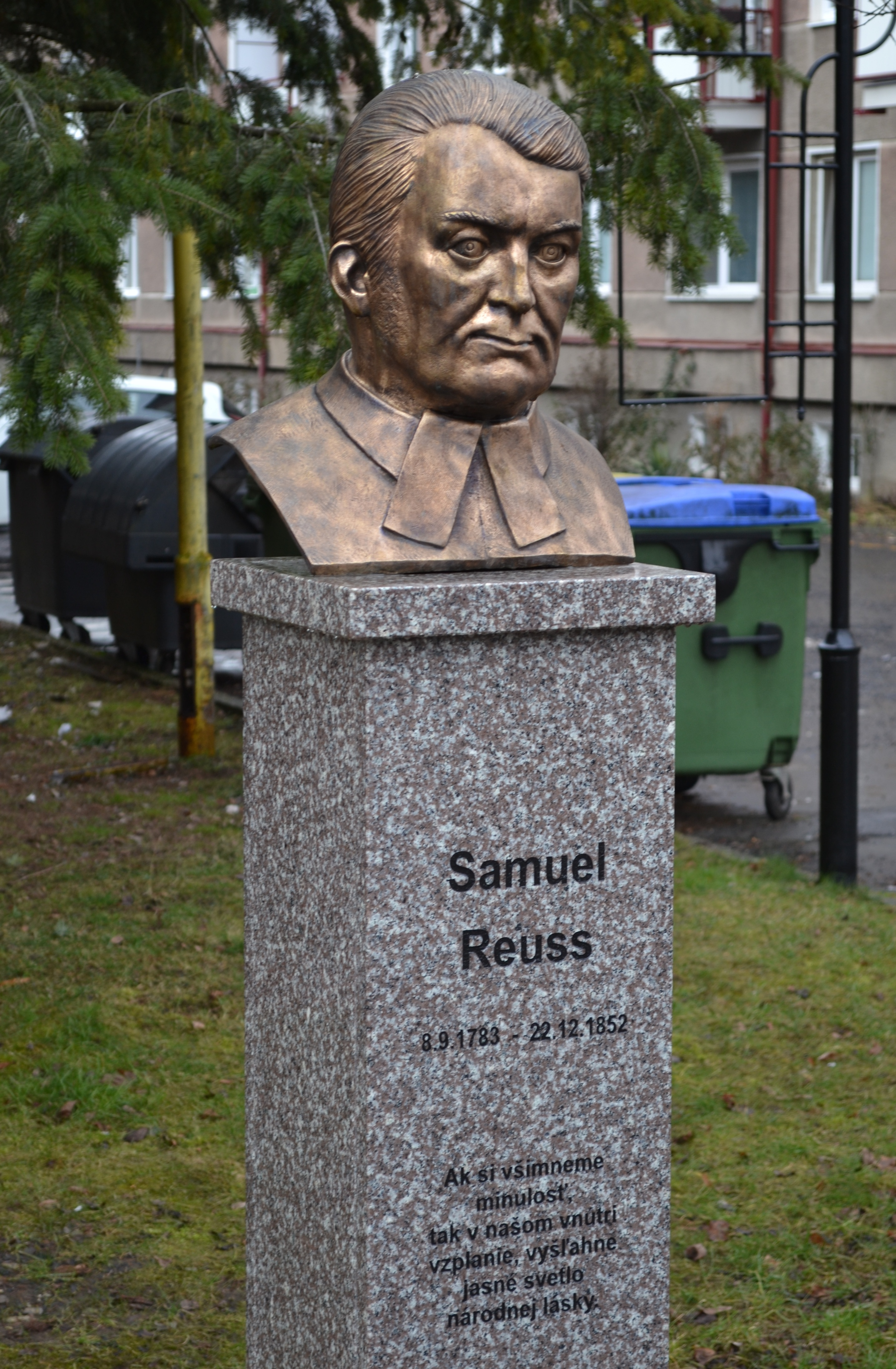
Monument en hommage à Samuel Reuss.

Samuel Reuss, né le 8 septembre 1783 à Slovenská Ľupča et mort le 22 décembre 1852 à Revúca, est un ethnographe, historien et prêtre évangélique slovaque.

## Biographie
Fils de Ján Reuss et de son épouse Mária née Korónyová, il étudie au gymnasium d'Ožďany, à partir de 1795, au lycée évangélique de Kežmarok, à partir de 1801 au lycée évangélique de Bratislava, puis à l'université d'Iéna en théologie, philosophie, philologie, histoire, botanique et minéralogie. En 1806-1807, il est professeur et recteur à Banská Bystrica. Aumônier (1807-1809), professeur à Tisovec, de 1809 à 1812, il est curé de Kraskovo puis devient à partir de 1812 curé de Revúca et administrateur de la surintendance de la Potiská. Membre de la Société savante de Malohontská (Učená spoločnosť malohontská (sk)), fondateur de la bibliothèque de Revúca, il est partisan du programme de Ľudovít Štúr lors de la révolution de 1848-1849. 
Reuss s'est intéressé à l'histoire des Slaves, à l'histoire de l'Église et au passé des villages de Polomka et de Šumiac. Il est l'auteur d'études ethnographiques et recueillit la tradition orale. Durant ses études à Iéna, il s'est intéressé aux sciences naturelles et a rencontré le poète Goethe, qui l'a proposé comme secrétaire de la société non littéraire, avec laquelle il a conservé des contacts écrits même après avoir quitté Iéna.
La bibliothèque municipale de Revúča porte son nom.

## Publications
- 1838 : Das Privilegium fori bei den Protestanten en Ungarn
- 1841-1842 : Uber Begräbnisse et Begräbnissörter. Ein Beitrag zum Protestantischen Kirchenrechte[3]